# 漢堡 (愛荷華州)
漢堡（英語：Hamburg）是一個位於美國愛荷華州弗里蒙特縣的城市。

## 地理
漢堡的座標為40°36′21″N 95°39′18″W / 40.60583°N 95.65500°W，而該地的平均海拔高度為280米（即919英尺）。

## 人口
根據2010年美國人口普查的數據，漢堡的面積為2.85平方千米，當中陸地面積為2.85平方千米，而水域面積為0.00平方千米。當地共有人口1187人，而人口密度為每平方千米416人。